# Парижский конгресс
Пари́жский конгре́сс — многосторонние международные переговоры с целью завершения Крымской войны, увенчавшиеся подписанием Парижского трактата; открылся 13 (25) февраля 1856 года в столице Франции. В нём участвовали полномочные представители России, Франции, Англии, Австрии, Сардинии, Османской империи, а также Пруссии.
Председательствовал на заседаниях французский министр иностранных дел, сын Наполеона Бонапарта граф А. Валевский. Россия была представлена первым уполномоченным графом А. Ф. Орловым и вторым — Ф. И. Брунновым, долго служившим русским послом в Лондоне. Англия была представлена лордом Кларендоном (George Villiers, 4th Earl of Clarendon) и Каули (Henry Wellesley, 1st Earl Cowley). Австрия — Буолем, Сардинское королевство — Кавуром.

Решение российского императора Александра II пойти на мирные переговоры было принято на совещании в Зимнем дворце 3 (15) января 1856 года, на котором во второй раз обсуждался ультиматум, предъявленный России австрийским императором Францем Иосифом (против принятия австрийского ультиматума выступил только граф Д.Н. Блудов); к тому времени Наполеон III, за спиной союзной ему Англии, уже вёл тайные переговоры с Санкт-Петербургом о возможности заключения мира, к которому он сам склонялся, не видя для себя интереса в продолжении войны. 
Наиболее непримиримую позицию в отношении России в Париже заняли Англия и Австрия; их линия впоследствии смягчилась под влиянием Наполеона III. Англия, первоначально вообще не желавшая столь скорого мира, теперь откровенно стремилась к ослаблению России в бассейне Чёрного моря, к подрыву её позиций на Кавказе, настаивала на демилитаризации Аландских островов. При поддержке австрийцев англичане требовали даже полного срытия русских укреплений по черноморскому побережью, однако, благодаря поддержке Наполеона III, Орлов в этом вопросе победил. Австрия требовала отторжения от России всей Бессарабии и рассчитывала на присоединение к своим владениям Дунайских княжеств. Бывшие союзники, однако, никак не поддержали Дунайские княжества, и австрийцы ушли с конгресса, не получив никакой уплаты за свой ультиматум от 2 декабря 1855 года.

Турция на конгрессе была вынуждена соглашаться с союзниками даже тогда, когда их мнение явно расходилось с её интересами. Особо (но без каких-либо серьёзных последствий) на конгрессе рассматривался вопрос о необходимости будущего политического объединения Дунайских княжеств.
В итоге 18 (30) марта 1856 года был подписан мирный договор, который до 1871 года определял политическое устройство в Европе.
Конгресс был закрыт 16 (28) апреля 1856 года.